# Đội tuyển bóng đá nữ quốc gia Maroc
Đội tuyển bóng đá nữ quốc gia Maroc (tiếng Ả Rập: منتخب المغرب لكرة القدم للسيدات, tiếng Pháp: Équipe du Maroc féminine de football) đại diện cho Maroc trong môn bóng đá nữ quốc tế và được kiểm soát bởi Liên đoàn bóng đá Hoàng gia Maroc. Đội đã chơi trận đấu quốc tế đầu tiên vào năm 1998, trong khuôn khổ Giải vô địch bóng đá nữ châu Phi lần thứ ba. Đội đã một lần tham dự giải vô địch bóng đá nữ thế giới là vào năm 2023 và gây bất ngờ lớn khi lọt vào vòng 16 đội ở ngay lần đầu tham dự.

## Lịch sử
Sau khi được cho đi dạo sau khi Kenya rút lui khỏi Giải vô địch bóng đá nữ châu Phi 1998, đội đã lọt vào trận chung kết ở Nigeria, nơi họ để thua 0–8 trước đội chủ nhà trước khi đánh bại Ai Cập 4–1. Maroc gặp đồng hương của Giải vô địch bóng đá nữ châu Phi là Cộng hòa Dân chủ Congo trong trận đấu cuối cùng vòng bảng, với cả hai đội đều có cơ hội giành quyền vào bán kết với một chiến thắng. Tuy nhiên, trận hòa 0–0 cuối cùng đã khiến Maroc bị loại, khi Congo vượt qua vòng loại nhờ hiệu số bàn thắng bại tốt hơn.
Hai năm sau, Maroc vượt qua vòng loại giải vô địch châu Phi tại Nam Phi với chiến thắng chung cuộc 6–1 trước Algeria. Tuy nhiên, sau bàn thắng đầu tiên vào lưới Cameroon ở trận mở màn vòng bảng, họ đã để lọt lưới 13 bàn, thua cả 3 trận và xếp cuối bảng.
Các chiến dịch năm 2002 và 2006 của họ đều bị Mali chặn đứng ở vòng loại. Maroc đã được xếp vào vòng loại thứ hai, nhưng hai trận hòa không bàn thắng ở Bamako và Rabat khiến đội hòa nhau vào loạt sút luân lưu mà Mali giành chiến thắng 5–4. Năm 2004, Maroc không tham dự, trong khi thất bại chung cuộc 1–6 trước Mali khiến họ bị loại khỏi Giải vô địch bóng đá nữ châu Phi 2006 và World Cup nữ 2007.
Sau thời gian gián đoạn và không đạt được thành tích, AFCON dành cho nữ đã được mở rộng lên 12 đội, bắt đầu từ năm 2020, nhưng do đại dịch COVID-19, thay vào đó, giải đấu đầu tiên được tổ chức tại Maroc vào năm 2022. Tận dụng lợi thế sân nhà này, Maroc tái khởi động cơ cấu môn bóng đá nữ, xây dựng lại đội bóng nữ vốn bị bỏ quên từ lâu. Với sự quan tâm lớn hơn, Morocco đã có thể tạo nên lịch sử khi lọt vào bán kết trên sân nhà. Với thành tích này, Ma-rốc đã tạo nên một chương lịch sử khi là quốc gia Ả Rập đầu tiên đủ điều kiện tham dự FIFA World Cup nữ, khi quốc gia này dự kiến ra mắt vào năm 2023. Maroc tiếp tục làm nên một chương lịch sử khác khi là quốc gia Bắc Phi và Ả Rập đầu tiên góp mặt trong trận chung kết của một giải đấu cấp châu lục khi đánh bại cường quốc châu Phi và đương kim vô địch Nigeria ba lần trên chấm luân lưu. Tuy nhiên, Ma Rốc đã không thể hoàn thành giấc mơ của mình trong trận chung kết sau khi để thua một đội bóng giàu kinh nghiệm của Nam Phi, với hai bàn thắng đã phá nát giấc mơ giành danh hiệu vô địch của Ma Rốc.

## Cầu thủ

### Đội hình hiện tại
- Cập nhật lần cuối vào 20 tháng 8 năm 2022

| Số | VT | Cầu thủ                    | Ngày sinh (tuổi)  | Trận | Bàn | Câu lạc bộ          |
| -- | -- | -------------------------- | ----------------- | ---- | --- | ------------------- |
| 1  | TM | Khadija Er-Rmichi          | 16 tháng 9, 1989  |      |     | ASFAR               |
| 22 | TM | Hind Hesnaoui              | 13 tháng 9, 1996  | 1    | 0   | ASFAR               |
| 12 | TM | Assia Zouhair              | 30 tháng 4, 1991  |      |     | CAK                 |
|    | TM | Imane Abdelahad            | 21 tháng 7, 1994  |      |     | Sporting Casablanca |
|    |    |                            |                   |      |     |                     |
| 2  | HV | Zineb Redouani             | 12 tháng 6, 2000  |      |     | ASFAR               |
| 4  | HV | Siham Boukhami             | 1 tháng 2, 1992   |      |     | ASFAR               |
| 5  | HV | Nesryne El Chad            | 13 tháng 3, 2003  |      |     | Lille               |
| 15 | HV | Ghizlane Chhiri            | 11 tháng 9, 1994  |      |     | ASFAR               |
| 13 | HV | Sabah Seghir               | 27 tháng 9, 2000  | 7    | 1   | Sampdoria           |
| 14 | HV | Aziza Rabbah               | 4 tháng 7, 1986   | 2    | 0   | ASFAR               |
| 17 | HV | Éva Allice                 | 2 tháng 1, 2002   | 2    | 0   | Le Mans             |
| 21 | HV | Yasmin Mrabet              | 8 tháng 8, 1999   |      |     | Levante Las Planas  |
|    |    |                            |                   |      |     |                     |
| 3  | TV | Fatima Zahra Dahmos        | 5 tháng 8, 1992   |      |     | ASFAR               |
| 6  | TV | Élodie Nakkach             | 20 tháng 1, 1995  |      |     | Servette            |
| 24 | TV | Sofia Bouftini             | 25 tháng 1, 2002  |      |     | ASFAR               |
| 20 | TV | Imane Saoud                | 6 tháng 6, 2002   | 2    | 1   | Servette            |
| 10 | TV | Najat Badri                | 19 tháng 5, 1988  |      |     | ASFAR               |
| 8  | TV | Salma Amani                | 28 tháng 11, 1989 |      |     | Metz                |
|    |    |                            |                   |      |     |                     |
| 7  | TĐ | Ghizlane Chebbak (captain) | 19 tháng 2, 1991  |      | 9   | ASFAR               |
| 16 | TĐ | Samya Hassani              | 3 tháng 1, 2000   | 2    | 0   | Unattached          |
| 18 | TĐ | Sanaâ Mssoudy              | 30 tháng 12, 1999 | 5    | 2   | ASFAR               |
| 9  | TĐ | Ibtissam Jraïdi            | 9 tháng 12, 1992  |      |     | ASFAR               |
| 17 | TĐ | Hanane Aït El Haj          | 2 tháng 11, 1994  | 6    | 0   | ASFAR               |
| 11 | TĐ | Fatima Tagnaout            | 20 tháng 1, 1999  | 6    | 2   | ASFAR               |
| 23 | TĐ | Rosella Ayane              | 16 tháng 3, 1996  | 7    | 6   | Tottenham Hotspur   |
|    | TĐ | Chaymaa Mourtaji           | 8 tháng 12, 1995  |      |     | Sporting Casablanca |

### Triệu tập trước đây
| Vt | Cầu thủ             | Ngày sinh (tuổi)  | Số trận | Bt | Câu lạc bộ               | Lần cuối triệu tập              |
| -- | ------------------- | ----------------- | ------- | -- | ------------------------ | ------------------------------- |
|    |                     |                   |         |    |                          |                                 |
| HV | Samia Fikri         | 2 tháng 8, 1999   |         |    | Montauban                | v. Ghana, 12 April 2022         |
| HV | Nouhaïla Benzina    | 11 tháng 5, 1998  |         |    | ASFAR                    | 2022 Malta                      |
| HV | Rania Salmi         | 14 tháng 10, 1998 |         |    | Sporting Casablanca      | 2022 Malta                      |
| HV | Marwa Hassani       | 5 tháng 9, 2002   | 3       | 0  | Yzeure                   | v. Tây Ban Nha, 21 October 2021 |
|    |                     |                   |         |    |                          |                                 |
| TV | Nour Imane Addi     | 10 tháng 6, 1997  |         |    | South Alabama Jaguars    | 2022 Malta                      |
| TV | Douha Ahmamou       | 20 tháng 11, 2000 |         |    | ASFAR                    | Aisha Buhari Cup                |
|    |                     |                   |         |    |                          |                                 |
| TĐ | Imène El Ghazouani  | 9 tháng 6, 2000   | 0       | 0  | Issy                     | v. Sénégal, 30 November 2021    |
| TĐ | Ranya Senhaji       | 21 tháng 4, 2002  | 2       | 2  | South Carolina Gamecocks | v. Tây Ban Nha, 21 October 2021 |
| TĐ | Yasmin Ben Houssine | 21 tháng 2, 2001  | 0       | 0  | Unattached               | Aisha Buhari Cup                |

## Thống kê các giải đấu

### Giải vô địch bóng đá nữ thế giới
| Giải vô địch bóng đá nữ thế giới | Giải vô địch bóng đá nữ thế giới | Giải vô địch bóng đá nữ thế giới | Giải vô địch bóng đá nữ thế giới | Giải vô địch bóng đá nữ thế giới | Giải vô địch bóng đá nữ thế giới | Giải vô địch bóng đá nữ thế giới | Giải vô địch bóng đá nữ thế giới | Giải vô địch bóng đá nữ thế giới |
| Năm                              | Kết quả                          | St                               | T                                | H                                | B                                | Bt                               | Bb                               | Hs                               |
| -------------------------------- | -------------------------------- | -------------------------------- | -------------------------------- | -------------------------------- | -------------------------------- | -------------------------------- | -------------------------------- | -------------------------------- |
| 1991                             | Không tham dự                    | Không tham dự                    | Không tham dự                    | Không tham dự                    | Không tham dự                    | Không tham dự                    | Không tham dự                    | Không tham dự                    |
| 1995                             | Không tham dự                    | Không tham dự                    | Không tham dự                    | Không tham dự                    | Không tham dự                    | Không tham dự                    | Không tham dự                    | Không tham dự                    |
| 1999                             | Không vượt qua vòng loại         | Không vượt qua vòng loại         | Không vượt qua vòng loại         | Không vượt qua vòng loại         | Không vượt qua vòng loại         | Không vượt qua vòng loại         | Không vượt qua vòng loại         | Không vượt qua vòng loại         |
| 2003                             | Không vượt qua vòng loại         | Không vượt qua vòng loại         | Không vượt qua vòng loại         | Không vượt qua vòng loại         | Không vượt qua vòng loại         | Không vượt qua vòng loại         | Không vượt qua vòng loại         | Không vượt qua vòng loại         |
| 2007                             | Không vượt qua vòng loại         | Không vượt qua vòng loại         | Không vượt qua vòng loại         | Không vượt qua vòng loại         | Không vượt qua vòng loại         | Không vượt qua vòng loại         | Không vượt qua vòng loại         | Không vượt qua vòng loại         |
| 2011                             | Không vượt qua vòng loại         | Không vượt qua vòng loại         | Không vượt qua vòng loại         | Không vượt qua vòng loại         | Không vượt qua vòng loại         | Không vượt qua vòng loại         | Không vượt qua vòng loại         | Không vượt qua vòng loại         |
| 2015                             | Không vượt qua vòng loại         | Không vượt qua vòng loại         | Không vượt qua vòng loại         | Không vượt qua vòng loại         | Không vượt qua vòng loại         | Không vượt qua vòng loại         | Không vượt qua vòng loại         | Không vượt qua vòng loại         |
| 2019                             | Không vượt qua vòng loại         | Không vượt qua vòng loại         | Không vượt qua vòng loại         | Không vượt qua vòng loại         | Không vượt qua vòng loại         | Không vượt qua vòng loại         | Không vượt qua vòng loại         | Không vượt qua vòng loại         |
| 2023                             | Vòng 2                           | 4                                | 2                                | 0                                | 2                                | 2                                | 10                               | –8                               |
| Tổng cộng                        | 1/9                              | 4                                | 2                                | 0                                | 2                                | 2                                | 10                               | –8                               |

### Cúp bóng đá nữ châu Phi
| Cúp bóng đá nữ châu Phi | Cúp bóng đá nữ châu Phi  | Cúp bóng đá nữ châu Phi  | Cúp bóng đá nữ châu Phi  | Cúp bóng đá nữ châu Phi  | Cúp bóng đá nữ châu Phi  | Cúp bóng đá nữ châu Phi  | Cúp bóng đá nữ châu Phi  | Cúp bóng đá nữ châu Phi  | Cúp bóng đá nữ châu Phi |
| Số lần tham dự: 3 / 14  | Số lần tham dự: 3 / 14   | Số lần tham dự: 3 / 14   | Số lần tham dự: 3 / 14   | Số lần tham dự: 3 / 14   | Số lần tham dự: 3 / 14   | Số lần tham dự: 3 / 14   | Số lần tham dự: 3 / 14   | Số lần tham dự: 3 / 14   |                         |
| Năm                     | Vòng bảng                | ST                       | T                        | H                        | B                        | BT                       | BB                       | HS                       |                         |
| ----------------------- | ------------------------ | ------------------------ | ------------------------ | ------------------------ | ------------------------ | ------------------------ | ------------------------ | ------------------------ | ----------------------- |
| 1991                    | Không tham dự            | Không tham dự            | Không tham dự            | Không tham dự            | Không tham dự            | Không tham dự            | Không tham dự            | Không tham dự            |                         |
| 1995                    | Không tham dự            | Không tham dự            | Không tham dự            | Không tham dự            | Không tham dự            | Không tham dự            | Không tham dự            | Không tham dự            |                         |
| 1998                    | Vòng bảng                | 3                        | 1                        | 1                        | 1                        | 4                        | 9                        | −5                       |                         |
| 2000                    | Vòng bảng                | 3                        | 0                        | 0                        | 3                        | 1                        | 13                       | −12                      |                         |
| 2002                    | Không vượt qua vòng loại | Không vượt qua vòng loại | Không vượt qua vòng loại | Không vượt qua vòng loại | Không vượt qua vòng loại | Không vượt qua vòng loại | Không vượt qua vòng loại | Không vượt qua vòng loại |                         |
| 2004                    | Không tham dự            | Không tham dự            | Không tham dự            | Không tham dự            | Không tham dự            | Không tham dự            | Không tham dự            | Không tham dự            |                         |
| 2006                    | Không vượt qua vòng loại | Không vượt qua vòng loại | Không vượt qua vòng loại | Không vượt qua vòng loại | Không vượt qua vòng loại | Không vượt qua vòng loại | Không vượt qua vòng loại | Không vượt qua vòng loại |                         |
| 2008                    | Không vượt qua vòng loại | Không vượt qua vòng loại | Không vượt qua vòng loại | Không vượt qua vòng loại | Không vượt qua vòng loại | Không vượt qua vòng loại | Không vượt qua vòng loại | Không vượt qua vòng loại |                         |
| 2010                    | Không vượt qua vòng loại | Không vượt qua vòng loại | Không vượt qua vòng loại | Không vượt qua vòng loại | Không vượt qua vòng loại | Không vượt qua vòng loại | Không vượt qua vòng loại | Không vượt qua vòng loại |                         |
| 2012                    | Không vượt qua vòng loại | Không vượt qua vòng loại | Không vượt qua vòng loại | Không vượt qua vòng loại | Không vượt qua vòng loại | Không vượt qua vòng loại | Không vượt qua vòng loại | Không vượt qua vòng loại |                         |
| 2014                    | Không vượt qua vòng loại | Không vượt qua vòng loại | Không vượt qua vòng loại | Không vượt qua vòng loại | Không vượt qua vòng loại | Không vượt qua vòng loại | Không vượt qua vòng loại | Không vượt qua vòng loại |                         |
| 2016                    | Không vượt qua vòng loại | Không vượt qua vòng loại | Không vượt qua vòng loại | Không vượt qua vòng loại | Không vượt qua vòng loại | Không vượt qua vòng loại | Không vượt qua vòng loại | Không vượt qua vòng loại |                         |
| 2018                    | Không vượt qua vòng loại | Không vượt qua vòng loại | Không vượt qua vòng loại | Không vượt qua vòng loại | Không vượt qua vòng loại | Không vượt qua vòng loại | Không vượt qua vòng loại | Không vượt qua vòng loại |                         |
| 2022                    | Á quân                   | 6                        | 4                        | 1                        | 1                        | 9                        | 5                        | +4                       |                         |
| Tổng cộng               | Á quân (1)               | 12                       | 5                        | 2                        | 5                        | 14                       | 27                       | −13                      |                         |

## Thành tích

### Châu lục
- Cúp bóng đá nữ châu Phi

 Á quân: (1) 2022